# Departament d'Economia i Hisenda de la Generalitat de Catalunya
El Departament d'Economia i Finances de la Generalitat de Catalunya és un dels departaments en què s'organitza l'actual administració de la Generalitat. El conseller d'Economia i Finances de la Generalitat de Catalunya és el màxim representant del departament d'Economia i Finances (abans conegut com a Departament d'Economia i Coneixement, i Departament d'Economia i Finances).
Amb el govern socialista de la Quinzena legislatura, en 2024 el Departament va canviar el seu nom per el Departament d'Economia i Finances. L'actual consellera d'Economia i Finances és Alícia Romero, des del 12 d'agost de 2024.

## Funcions
Correspon al Departament d'Economia i Finances les següents competències:
- La política econòmica.
- Les entitats de crèdit.
- El mercat de valors.
- El deute públic i la tutela financera dels ens locals.
- La promoció i la defensa de la competència.
- Els programes de transferència de fons de la Unió Europea, amb excepció dels de caràcter agrari, ramader, pesquer o de desenvolupament rural.
- El sector assegurador.
- Les finances públiques, els pressupostos i l'eficiència de la despesa.
- El control economicofinancer i la comptabilitat.
- L'establiment dels criteris procedimentals, direcció i control dels ajuts i subvencions.
- La supervisió del sector públic adscrit a la Generalitat de Catalunya i el seguiment de la seva activitat per vetllar per l'adequat compliment de la normativa econòmica i pressupostària.
- La gestió de les despeses de personal.
- El patrimoni de la Generalitat.
- La gestió dels tributs.
- El joc i les apostes.
- La licitació de les infraestructures de Catalunya.
- L'establiment de criteris, direcció i control de la contractació pública.
- La difusió de l'activitat del Govern de la Generalitat, i la gestió i comunicació corporativa i institucional de l'Administració de la Generalitat i el seu Sector Públic.
- Qualsevol altra que li atribueixin les lleis i altres disposicions.

Sense perjudici dels òrgans i organismes que es puguin adscriure o relacionar mitjançant la norma corresponent, resten adscrits al Departament d'Economia i Finances, l'Institut d'Estadística de Catalunya, l'Autoritat Catalana de la Competència, l'Agència Tributària de Catalunya, l'Entitat Autònoma de Jocs i Apostes (EAJA), la Junta Consultiva de Contractació i l'Institut de Desenvolupament de les Comarques de l'Ebre.
L'Institut Català de Finances es relaciona amb l'Administració de la Generalitat mitjançant el Departament d'Economia i Finances.

## Llista de Consellers
| #                                                | Legislatura                                   | Nom                                           | Nom                                           | Inici mandat                                  | Fi mandat                                     | Partit polític                                | Partit polític                                |
| Conselleria d'Economia i Finances (1931-1932)    | Conselleria d'Economia i Finances (1931-1932) | Conselleria d'Economia i Finances (1931-1932) | Conselleria d'Economia i Finances (1931-1932) | Conselleria d'Economia i Finances (1931-1932) | Conselleria d'Economia i Finances (1931-1932) | Conselleria d'Economia i Finances (1931-1932) | Conselleria d'Economia i Finances (1931-1932) |
| ------------------------------------------------ | --------------------------------------------- | --------------------------------------------- | --------------------------------------------- | --------------------------------------------- | --------------------------------------------- | --------------------------------------------- | --------------------------------------------- |
|                                                  | 1931-1932                                     |                                               | Manuel Serra i Moret                          | 28 d'abril de 1931                            | 19 de desembre de 1932                        |                                               | Unió Socialista de Catalunya                  |
|                                                  | 1931-1932                                     |                                               | Casimir Giralt i Bullich                      | 28 d'abril de 1931                            | 3 d'octubre de 1932                           |                                               | Partit Republicà Radical                      |
|                                                  | 1931-1932                                     |                                               | Carles Pi i Sunyer                            | 3 d'octubre de 1932                           | 19 de desembre de 1932                        |                                               | Esquerra Republicana de Catalunya             |
| Conselleria d'Hisenda i Finances (1932-1933)     |                                               |                                               |                                               |                                               |                                               |                                               |                                               |
|                                                  | 1932-1933                                     |                                               | Carles Pi i Sunyer                            | 19 de desembre de 1932                        | 4 d'octubre de 1933                           |                                               | Esquerra Republicana de Catalunya             |
|                                                  | 1932-1933                                     |                                               | Miquel Santaló i Parvorell                    | 4 d'octubre de 1933                           | 3 de gener de 1934                            |                                               | Esquerra Republicana de Catalunya             |
| Conselleria d'Economia i Finances (1977-2010)    |                                               |                                               |                                               |                                               |                                               |                                               |                                               |
|                                                  | provisional                                   |                                               | Joan Josep Folchi i Bonafonte                 | 5 de desembre de 1977                         | 19 d'octubre de 1978                          |                                               | Centristes de Catalunya-UCD                   |
|                                                  | provisional                                   |                                               | Eduard Punset i Casals                        | 19 d'octubre de 1978                          | 8 de maig de 1980                             |                                               | Centristes de Catalunya-UCD                   |
|                                                  | I                                             |                                               | Ramon Trias i Fargas                          | 8 de maig de 1980                             | 16 de novembre 1982                           |                                               | Convergència Democràtica de Catalunya         |
|                                                  | I                                             |                                               | Jordi Planasdemunt i Gubert                   | 16 de novembre 1982                           | 8 de juny 1983                                |                                               | Convergència Democràtica de Catalunya         |
|                                                  | I                                             |                                               | Josep Maria Cullell i Nadal                   | 8 de juny 1983                                | 23 d'abril de 1987                            |                                               | Convergència Democràtica de Catalunya         |
| II                                               |                                               |                                               | Josep Maria Cullell i Nadal                   | 8 de juny 1983                                | 23 d'abril de 1987                            |                                               | Convergència Democràtica de Catalunya         |
|                                                  |                                               | Josep Manuel Basáñez i Villaluenga            | 23 d'abril de 1987                            | 4 de juliol de 1988                           |                                               |                                               | Convergència Democràtica de Catalunya         |
|                                                  | III                                           |                                               | Ramon Trias i Fargas                          | 4 de juliol de 1988                           | 22 d'octubre de 1989                          |                                               | Convergència Democràtica de Catalunya         |
|                                                  | III                                           |                                               | Macià Alavedra i Moner                        | 24 d'octubre de 1989                          | 29 d'agost de 1997                            |                                               | Convergència Democràtica de Catalunya         |
| IV                                               |                                               |                                               | Macià Alavedra i Moner                        | 24 d'octubre de 1989                          | 29 d'agost de 1997                            |                                               | Convergència Democràtica de Catalunya         |
| V                                                |                                               |                                               | Macià Alavedra i Moner                        | 24 d'octubre de 1989                          | 29 d'agost de 1997                            |                                               | Convergència Democràtica de Catalunya         |
|                                                  |                                               | Artur Mas i Gavarró                           | 30 de juliol de 1997                          | 17 de gener de 2001                           |                                               |                                               | Convergència Democràtica de Catalunya         |
| VI                                               |                                               | Artur Mas i Gavarró                           | 30 de juliol de 1997                          | 17 de gener de 2001                           |                                               |                                               | Convergència Democràtica de Catalunya         |
|                                                  |                                               | Francesc Homs i Ferret                        | 17 de gener 2001                              | 20 de desembre de 2003                        |                                               |                                               | Convergència Democràtica de Catalunya         |
|                                                  | VII                                           |                                               | Antoni Castells i Oliveres                    | 20 de desembre de 2003                        | 29 de desembre de 2010                        |                                               | Partit dels Socialistes de Catalunya          |
| VIII                                             |                                               |                                               | Antoni Castells i Oliveres                    | 20 de desembre de 2003                        | 29 de desembre de 2010                        |                                               | Partit dels Socialistes de Catalunya          |
| Departament d'Economia i Coneixement (2010-2016) |                                               |                                               |                                               |                                               |                                               |                                               |                                               |
|                                                  | IX                                            |                                               | Andreu Mas-Colell                             | 29 de desembre de 2010                        | 14 de gener de 2016                           |                                               | Convergència Democràtica de Catalunya         |
| X                                                |                                               |                                               | Andreu Mas-Colell                             | 29 de desembre de 2010                        | 14 de gener de 2016                           |                                               | Convergència Democràtica de Catalunya         |
| Departament d'Economia i Hisenda (2016-2024)     |                                               |                                               |                                               |                                               |                                               |                                               |                                               |
|                                                  | XI                                            |                                               | Oriol Junqueras i Vies                        | 14 de gener de 2016                           | 28 d'octubre del 2017                         |                                               | Esquerra Republicana de Catalunya             |
|                                                  | XII                                           |                                               | Pere Aragonès i Garcia                        | 29 de maig de 2018                            | 26 de maig de 2021                            |                                               | Esquerra Republicana de Catalunya             |
|                                                  | XIV                                           |                                               | Jaume Giró i Ribas                            | 26 de maig de 2021                            | 10 d'octubre de 2022                          |                                               | Independent                                   |
|                                                  | XIV                                           |                                               | Natàlia Mas i Guix                            | 10 d'octubre de 2022                          | 12 d'agost de 2024                            |                                               | Esquerra Republicana de Catalunya             |
| Departament d'Economia i Finances (2024-)        |                                               |                                               |                                               |                                               |                                               |                                               |                                               |
|                                                  | XV                                            |                                               | Alícia Romero Llano                           | 12 d'agost de 2024                            | En el càrrec                                  |                                               | Partit dels Socialistes de Catalunya          |